# Exponentiële functie

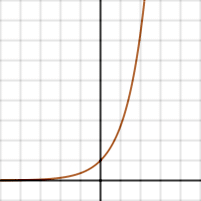
De exponentiële functie is vrijwel vlak voor negatieve waarden van, maar wordt snel groter bij hogere, positieve waarden van.

De exponentiële functie, genoteerd als {\displaystyle \exp(x)} of als {\displaystyle e^{x}}, is een functie van de exponent met grondtal het getal {\displaystyle e}, het grondtal van de natuurlijke logaritme. De exponentiële functie is in de wiskunde een belangrijke, veelgebruikte functie. De exponentiële functie is de inverse van de natuurlijke logaritme, {\displaystyle \ln(x)} die voor alle positieve waarden van {\displaystyle x} is gedefinieerd.
Een voorbeeld van een exponentiële functie is iets waarvan de waarde bij iedere stap verdubbelt, met achtereenvolgende waarden 1, 2, 4, 8, 16, 32 enzovoort. Exponentiële functies beschrijven dus wat er gebeurt bij een exponentiële groei. Bacteriegroei is een voorbeeld van een verschijnsel met een exponentiële groei. Alle groei met een vast percentage per tijdseenheid is exponentieel. Als de exponent negatief is, dan treedt een afname op, zoals bij het afkoelen van een warm voorwerp.

## Algemeen
Iedere functie van de vorm {\displaystyle ka^{x}} wordt een exponentiële functie genoemd, waarin {\displaystyle a} een positief reëel getal is, of hiermee gelijkwaardig, elke functie van de vorm {\displaystyle ke^{bx}} waarin {\displaystyle b} een reëel getal is. De variabele {\displaystyle x} kan ieder reële of complexe getal zijn, of kan zelfs een geheel ander wiskundig object zijn. Bij {\displaystyle k=1} spreekt men wel van de antilogaritme.
Voor reële {\displaystyle x} onderscheidt men:
- exponentiële groei: {\displaystyle a>1\quad } met {\displaystyle b>0}
- constante functie: {\displaystyle a=1\quad } met {\displaystyle b=0}
- exponentiële afname: {\displaystyle 0<a<1\quad } met {\displaystyle b<0}

De exponentiële functie {\displaystyle y=ke^{bx}}, dus ook {\displaystyle y=ka^{x}}, wordt geheel bepaald door de beginwaarde {\displaystyle y_{0}=k} voor {\displaystyle x=0} en de waarde {\displaystyle y_{1}=y_{0}e^{bx_{1}}}in een ander punt {\displaystyle x=x_{1}}.
Bij toepassingen zijn {\displaystyle x} en {\displaystyle y} in veel gevallen grootheden die in een getal en een eenheid worden uitgedrukt. Schrijft men voor de functie:
{\displaystyle {\frac {y}{y_{0}}}=e^{x/\alpha }},
dan zijn {\displaystyle y/y_{0}} en {\displaystyle x/\alpha } dimensieloze grootheden. De functie beschrijft een grootheid {\displaystyle y} met beginwaarde {\displaystyle y_{0}}, die met een factor {\displaystyle e} toeneemt als de grootheid {\displaystyle x} met een bedrag {\displaystyle \alpha } toeneemt van {\displaystyle x} tot {\displaystyle x+\alpha }.

## Definitie
De exponentiële functie kan op verschillende wijzen formeel gedefinieerd worden. Enkele gangbare definities zijn:
- als een oneindige reeks, de maclaurin-reeks van {\displaystyle e^{x}}:

{\displaystyle e^{x}=\sum _{n=0}^{\infty }{x^{n} \over n!}=1+x+{x^{2} \over 2!}+{x^{3} \over 3!}+{x^{4} \over 4!}+\ldots }
- als de limiet van een rij:

{\displaystyle e^{x}=\lim _{n\to \infty }\left(1+{x \over n}\right)^{n}}
- als unieke oplossing van de differentiaalvergelijking

{\displaystyle f'(x)=f(x),\quad f(0)=1}
De exponentiële functie is altijd positief, dus groter dan nul, en neemt toe met groter wordende {\displaystyle x}. De {\displaystyle x}-as is in de grafiek een asymptoot van {\displaystyle e^{x}}.
{\displaystyle \lim _{x\to -\infty }e^{x}=0}

## Complexe e-macht
De exponentiële functie is ook als machtreeks gedefinieerd voor complexe getallen
{\displaystyle e^{z}=\sum _{n=0}^{\infty }{\frac {z^{n}}{n!}}}
Net als voor reële getallen geldt voor twee complexe getallen {\displaystyle v,w\in \mathbb {C} }.
{\displaystyle e^{v}e^{w}=\sum _{k=0}^{\infty }{\frac {v^{k}}{k!}}\sum _{m=0}^{\infty }{\frac {w^{m}}{m!}}=\sum _{n=0}^{\infty }{\frac {1}{n!}}\sum _{k+m=n}{\frac {n!}{k!m!}}v^{k}w^{m}=\sum _{n=0}^{\infty }{\frac {(v+w)^{n}}{n!}}=e^{v+w}}
Voor {\displaystyle z=x+iy} met {\displaystyle x,y\in \mathbb {R} } is dus:
{\displaystyle e^{z}=e^{x+iy}=e^{x}e^{iy}}
en omdat de reeksen absoluut convergeren:
{\displaystyle e^{iy}=\sum _{n=0}^{\infty }{\frac {(iy)^{n}}{n!}}=\left(1-{\frac {y^{2}}{2!}}+{\frac {y^{4}}{4!}}-{\frac {y^{6}}{6!}}+\ldots \right)+i\left(y-{\frac {y^{3}}{3!}}+{\frac {y^{5}}{5!}}-{\frac {y^{7}}{7!}}+\ldots \right)=\cos y+i\sin y}
Dit is de formule van Euler.
Dus:
{\displaystyle e^{x+iy}=e^{x}(\cos y+i\sin y)}

## Eigenschappen
Als het grondtal tussen 0 en 1 ligt, daalt de functie, en als het grondtal groter is dan 1, stijgt de functie. De afgeleide van een exponentiële functie is ook een exponentiële functie met hetzelfde grondtal maal de natuurlijke logaritme van het grondtal.
De definitie van een exponentiële functie is:
{\displaystyle a^{x}=e^{x\ln a}}
Deze is gedefinieerd voor alle waarden van {\displaystyle a>0}, en alle reële getallen {\displaystyle x}. Deze functie wordt de exponentiële functie met basis of grondtal {\displaystyle a} genoemd.
De volgende regels gelden voor exponentiële functies:
{\displaystyle a^{0}=1}
{\displaystyle a^{1}=a}
{\displaystyle a^{x+y}=a^{x}a^{y}}
{\displaystyle a^{xy}=\left(a^{x}\right)^{y}}
{\displaystyle {1 \over a^{x}}=\left({1 \over a}\right)^{x}=a^{-x}}
{\displaystyle a^{x}b^{x}=(ab)^{x}}
Deze relaties zijn geldig voor alle positieve reële getallen {\displaystyle a} en {\displaystyle b} en alle reële getallen {\displaystyle x} en {\displaystyle y}. Uitdrukkingen met breuken en wortels kunnen vaak worden vereenvoudigd met de exponentiële notatie, omdat
{\displaystyle {1 \over a}=a^{-1}}
en voor elke {\displaystyle a>0}, reëel getal {\displaystyle b} en geheel getal {\displaystyle n>1} geldt:
{\displaystyle {\sqrt[{n}]{a^{b}\ }}=\left({\sqrt[{n}]{a\ }}\right)^{b}=a^{b/n}}

## Antilogaritme
Antilogaritmen zijn de inverse van logaritmen, dus exponentiële functies. Als {\displaystyle y} de logaritme met grondtal {\displaystyle g} is van {\displaystyle x}, dan is {\displaystyle x} de antilogaritme met grondtal {\displaystyle g} van {\displaystyle y}. In termen van functies wordt dus onder de antilogaritme van de functie {\displaystyle y=\log _{g}x} de functie {\displaystyle x=g^{y}}, of na spiegeling in de lijn {\displaystyle y=x}, de functie {\displaystyle y=g^{x}} verstaan. Deze inverse functie van de logaritme is de exponentiële functie met grondtal {\displaystyle g}.
Het gebruik van het woord antilogaritme heeft te maken met de vraag welke functies als elementairder worden beschouwd. Logaritmen worden tijdens het onderwijs op de middelbare school na machtsverheffen behandeld.
De logaritme {\displaystyle y=\log _{g}x} wordt dan gedefinieerd als de exponent van het grondtal {\displaystyle g} die bij {\displaystyle x} hoort: {\displaystyle x=g^{y}}. Daarbij gaan exponentiële functies dus vooraf aan logaritmen, maar dat gaat er stilzwijgend van uit dat de macht {\displaystyle g^{y}} ook voor irrationale exponenten {\displaystyle y} is gedefinieerd.
In de hogere wiskunde, waar een axiomatische opbouw van de elementaire functies wordt gehanteerd, wordt de exponentiële functie vaak gedefinieerd nadat de natuurlijke logaritme is gedefinieerd als de integraal {\displaystyle \ln x=\int _{1}^{x}{\frac {1}{t}}\mathrm {d} t}. De macht voor elke reële exponent {\displaystyle y} van de natuurlijke logaritme, dus {\displaystyle e^{x}}, wordt daarna via de inverse functie {\displaystyle \exp } van {\displaystyle \ln } geïntroduceerd: {\displaystyle g^{y}=\exp(y\ln g)}. Bij deze voortgang vat men logaritmen als elementairder op dan exponentiële functies en ligt het voor de hand een exponentiële functie als antilogaritme te definiëren.